# Aganisia pulchella
Aganisia pulchella Lindl. (1839) es una especie de orquídea epifita incluida en la subfamilia Epidendroideae.
Su nombre común significa "la hermosa Aganisia".

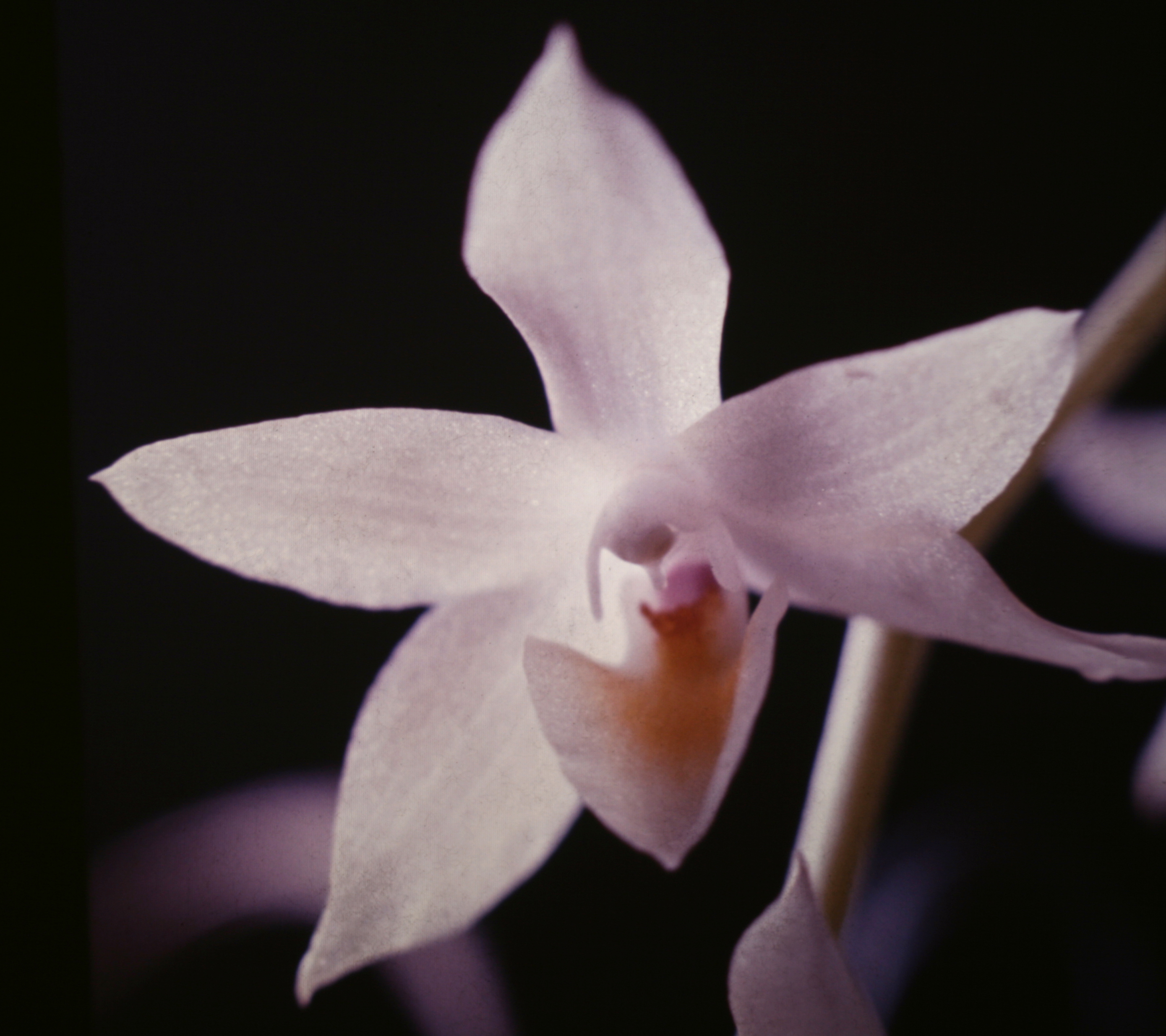
Detalle de la flor

## Distribución y hábitat
Se encuentra en Trinidad, Guayana Francesa, Guyana, Surinam, Venezuela y Brasil en las alturas de alrededor de 400 m s. n. m.

## Descripción
Es una planta epífita de tamaño pequeño que prefiere clima cálido a fresco y tiene  un pseudobulbo terrestre de 5 a 10 cm completamente envuelto por membranosas vainas y una sola hoja con 5 nervaduras, oblonga, de oblongo-lanceolada, a elíptica, acuminada, peciolada en la base de la hoja. Florece en una inflorescencia de 6 a 15 cm de largo, erecta y en racimo algo laxo con  3 a 8 flores de 2.5 cm de ancho, que se producen en el  maduro pseudobulbo con algunas brácteas florales basales y membranosas

## Taxonomía
Aganisia pulchella fue descrita por John Lindley y publicado en Edwards's Botanical Register 2: Misc. 45. 1839.
Etimología
El nombre de Aganisia (abreviado Agn.), procede de la palabra griega ‘agnos’ = "gratitud", quizá refiriéndose al suave perfume de sus flores.
pulchella: epíteto latino que significa "bella, preciosa".
Sinonimia
- Aganisia brachypoda Schltr. 1925[4][5][6]